# اغیل
اغیل (به فرانسوی: Ighil) یک شهرک در مراکش است که در استان حوز واقع شده‌است. اغیل ۵٬۶۱۹ نفر جمعیت دارد.